# Ђурићи (Дреновци)
Ђурићи су насељено мјесто у општини Дреновци, Република Хрватска.

## Историја
Насеље је раније било у саставу некадашње општине Жупања.

## Становништво
На попису становништва 2011. године, Ђурићи су имали 286 становника.
| Демографија | Демографија | Демографија |
| Година      | Становника  | Становника  |
| ----------- | ----------- | ----------- |
| 1991.       | 457         |             |
| 2001.       | 418         |             |
| 2011.       |             | 286         |

## Попис1991.
На попису становништва 1991. године, насељено место Ђурићи је имало 457 становника, следећег националног састава:
| Попис 1991.‍ | Попис 1991.‍ | Попис 1991.‍ | Попис 1991.‍ | Попис 1991.‍ |
| ----------- | ----------- | ----------- | ----------- | ----------- |
|             |             |             |             |             |
| Хрвати      | Хрвати      |             | 406         | 88,84%      |
| Југословени | Југословени |             | 21          | 4,59%       |
| Срби        | Срби        |             | 16          | 3,50%       |
| Русини      | Русини      |             | 4           | 0,87%       |
| Македонци   | Македонци   |             | 1           | 0,21%       |
| Пољаци      | Пољаци      |             | 1           | 0,21%       |
| непознато   | непознато   |             | 8           | 1,75%       |
| укупно: 457 |             |             |             |             |